# Le Treize Quatorze
Le 13/14 (anciennement Intertreize) est la tranche d'information de la mi-journée de France Inter du lundi au vendredi, actuellement présentée par Jérôme Cadet.

## Concept
La tranche est constituée d'un journal d'information présenté par Jérôme Cadet et d'un point météo, puis d'une partie magazine avec un invité, du dialogue avec les auditeurs, et des rendez-vous réguliers : Frédéric Pommier pour une chronique musicale, mais également d'autres chroniqueurs de l'antenne. 
Par le passé différentes chroniques et rendez-vous émaillaient également le rendez-vous.

## Historique
L'émission a connu différentes formules de différentes durées :
- 1964 — 1969 : Victor Azaria et René Raymond animent Inter Actualités Magazine, émission mêlant informations et divertissement de 12 h à 14 h
- 1969 — 1975 : Yves Mourousi présente Inter Actualités Magazine de 12 h à 14 h
- 1975 — 1977 : Jean-Pierre Elkabbach présente Inter 13/14
- 1989 — 1991 : Claude Guillaumin présente le 13/14
- 1991 — 1996 : Jean-Luc Hees présente le 13/14 en public avec Gérard Zénoni ou Claire Servajean
- 1996 — 1997 : Gérard Zénoni présente le 13/14 en public avec Angélique Bouin
- 1997 — 1999 : Gérard Courchelle présente le 13/14
- 1999 — 2000 : Christophe Hondelatte puis Patrick Roger présente le 13/14 en public
- 2000 — 2001 : François Beaudonnet présente le 13/14 en public
- 2001 — 2002 : Jean-Marc Four présente le 13/14 en public
- 2002 — 2005 : Fabrice Drouelle présente le 13/14
- 2005 — 2006 : Yves Decaens propose une nouvelle formule du 13/14[2]
- 2006 — 2008 : Fabrice Drouelle présente un journal réduit à 30 minutes
- 2008 — 2016 : Claire Servajean en assure la présentation[3]
- 2016—2023 : Bruno Duvic prend en charge la tranche d'information.
- Depuis la fin août 2020 : l’émission a gagné trente minutes, pour revenir à la formule du Treize/Quatorze.
- Depuis 2023 : Jérôme Cadet présente l’émission.

## Équipe
- Production : Jérôme Cadet
- Rédaction en chef : Cecilia Arbona
- Attaché de production : Stéphanie Valois.